# Double Albatross
Ein Double Albatross ist im Golfsport ein Score von vier Schlägen unter Par, was nur in Form eines Hole-in-one auf einem Par-5-Loch oder zwei Schlägen bei einem Par-6-Loch gelingen kann, jedoch wurde bisher ein einziges Mal ein Double Albatross an einem Par 6 gespielt. Es ist umstritten, ob dieser Begriff (sowie die gelegentlich ebenfalls verwendeten Triple Eagle oder Condor) tatsächlich allgemein gebräuchlich ist.
Solche scheinbar unmöglichen Schläge kommen nur äußerst selten vor, wobei bestimmte Platzbedingungen wie starke Doglegs, abschüssige Fairways und Rückenwind vonnöten sind.

## Beispiele
- Der erste Schlag dieser Art wurde 1962 bekannt. Ein Amateur namens Larry Bruce tätigte ihn mit seinem Driver auf einem 432-m-Dogleg rechts Par 5 im Hope Country Club in Arkansas.
- 1995 gelang es dem Pro Shaun Lynch im Teign Valley Club in Christow, England mit einem 3er Eisen. Auf Loch 17, einem 430-m-Par-5 mit einem starken Dogleg und einem Hang zum Green hin, schlug er über ca. 20 m hohe Bäume und Hecken, erreichte den Hang und der Ball rollte zum Green hin und ins Loch.
- Im Jahr 2002 spielte der Golfer Mike Crean auf dem 466-m-Par-5-Loch im Green Valley Ranch Club in Denver ebenfalls den Double Albatross. Auf dieser schnurgeraden Bahn gelang ihm ein ungewöhnlich weiter Drive, er erreichte das Green und der Ball fiel ins Loch.[3]
- Am 3. September 2007 gelang es dem erst 16-jährigen Jack Bartlett auf dem 17. Loch, einem 467-m-Par-5-Loch, des Royal Wentworth Falls Country Club in Australien einen Condor zu spielen.